# Факултет за правне и пословне студије др Лазар Вркатић
Факултет за правне и пословне студије „др Лазар Вркатић” (скраћено ФЛВ) је високошколска установа у Новом Саду и Нишу. Основан је 1. октобра 2006. године, док од 2014. ради у склопу Универзитета Унион. Оснивач и први декан је Лазар Вркатић.

## Историја
Факултет за правне и пословне студије почео је са радом 1. октобра 2006. у просторијама које се налазе у згради некадашње Привредне банке у Новом Саду — на углу Милетићеве и Грчкошколске улице. Прво је закупљено њено лево крило које се пружа дуж Грчкошколске улице, а како се из године у годину повећавао број студената — две године касније закупљена је и читава зграда.
Факултет је почео са радом на основу дозвола за рад, односно дозвола обављања образовне делатности које је издао Покрајински секретаријат за науку и образовање. Дозволе за рад су добили сви пријављени студијски програми — право, пословна психологија, пословни менаџмент, менаџмент у пословно-цивилној безбедности и енглески језик. Међутим, како су дозволе биле временски ограничене и важиле до добијања акредитације, Факултет је од првог дана рада усмерио све своје активности у правцу испуњења стандарда и нивоа квалитета наставе — како су то налагале одредбе Закона о високом образовању.
Комисија за акредитацију и проверу квалитета издала је 12. априла 2008. у првом акредитационом циклусу Уверење о акредитацији на основу ког је Факултет за правне и пословне студије постао прва приватна високошколска установа у Србији која је испунила све услове рада, како у техничком, тако и у научном и кадровском погледу. Након акредитације установе, убрзо су акредитације добили и сви студијски програми — како за основне академске, тако и за мастер студије.
Факултет је организовао наставу и изван свога седишта — у Нишу, у Улици генерала Милојка Лешјанина број 17, закупивши зграду у најстрожем центру града. Паралелно са ангажовањем око акредитације установе и студијских програма у Новом Саду, текле су и припреме за акредитације високошколске јединице у Нишу, која је такође акредитована као прва те врсте у земљи.
Почетком 2011. године Факултет је добио понуду од Банка Интезе да купи њену зграду на Булевару ослобођења број 76 што је и учинио, па је летњи семестар школске 2010/11. започет у новом и савремено опремљеном објекту. Године 2023. Факултет се изместио из пређашње зграде у Нишу у Булевар 12. фебруар број 44.
Факултет је све до 2014. године радио као самостална високошколска установа када је донета одлука о његовој интеграцији са београдским Универзитетом Унион. Корист је била обострана — Универзитет је добио у свом саставу једну престижну и респектабилну установу, док је Факултет превазишао административне проблеме у вези са својим називом.

## Студије
- Право
- Пословна психологија
- Психотерапија
- Безбедност и криминалистика
- Енглески језик